# Terebralia palustris
Terebralia palustris is een slakkensoort uit de familie Potamididae. De wetenschappelijke naam werd in 1767 gepubliceerd door Carl Linnaeus.